# 야쿱 벡의 난
야쿱 벡의 난은 청나라 말기인 1860년대에서 1870년대에 걸쳐, 동투르키스탄 (현재의 신장)을 둘러싼 전란이다. 무슬림 봉기의 결과 야쿱 벡에 의해 동투르키스탄이 통일되었지만, 결국 좌종당이 이끄는 청군에 패해 그가 죽으면서 반란이 진압되었다.

## 배경

### 청나라에 의한 통투르키스탄 병합
동투르키스탄의 패권을 둘러싼 준가르 칸국과 청나라의 전쟁은 1690년부터 1759년까지 계속되었다. 1755년 청나라 건륭제는 선대 강희제의 준가르 칸국 토벌 정책을 답습하여 몽골군과 만주군을 동원해 침공을 했다. 1757년 2월에 건륭제는 오이라트인을 소멸시키라는 명령을 내리고, 비전투원도 모두 포획하여, 남자는 죽이고, 부녀자는 할하부에 주었다. 1759년 청나라는 준가르 칸국을 평정하고, 준가르 칸국의 옛땅인 톈산산맥 북부를 접수했다. 이때 조혜와 부덕 두 장군은 각 8000의 병력을 이끌고 일리 지역의 소탕전을 치렀다. 산을 뒤져 오이라트인들을 괴멸시켰다.
청나라는 1760년 이후 일리 지방 등으로 강제 이주를 수차례 실시하였고, 1764년에는 만주의 시버족 병사에게 신강 변경 수비를 하도록 이주시켰다.

### 청나라 통치 하의 무슬림 사회
청나라 정부는 1762년, 톈산산맥 북부에 일리장군부(伊犁將軍部)를 설치하고 팔기에 의한 군정을 실시했다. 주로 위구르족이 사는 이 지역은 일리 장군 통치 하의 회부로 번부의 일부가 되었다. ‘무슬림의 땅’을 의미하는 ‘회강(回疆)’ 또는 ‘새 땅’을 의미하는 ‘신강(新疆)’으로 불렸다. 한편, 무슬림 사회의 말단 행정은 소재지의 유력자에게 관직을 주고 자치를 하는 ‘벡 관인제’가 시행되면서 그곳의 사회 구조가 온전히 보존되었다.(벡 Beik, Beg, Bey 등으로 표기, 현지 투르크계 지도자를 일컫는다.) 이 벡 관인제는 1884년의 신장성까지 존속되었다. 이러한 벡 제도의 부활은 부드러운 구조적 지배의 상징으로서 청나라가 만주인의 정부이며, 한족화되면서도 스스로를 한족이 아닌 ‘이민족’으로서 인식하고, 티베트, 몽골, 위구르(신강) 사이에 ‘다중문명권’을 형성하고자 하는 의지였다. 즉, 화이질서(華夷秩序)에 기초한 지배구조가 아니라 오히려 대등한 문명 공존관계이며, ‘유연한 구조’를 가졌던 것으로 간주된다.
동투르키스탄이 청나라의 지배 하에 들어가 1세기가 지난 1860년대에 동투르키스탄은 세 갈래로 통치를 받고 있었다.
- 천산북로는 일리 지방을 관할.
- 천산남로는 8개 도시를 관할 (서쪽의 호탄, 야르칸드, 옝기사르, 카스 동쪽의 우츠투루판, 악수, 쿠차, 카라샤르).
- 동쪽은 우루무치 주변을 관할.

일리 장군은 혜원성에 주둔하면서 3로군을 총괄하고 있었다. 천산북로의 민정을 직접 담당하고, 천산남로의 민정도 현지 벡을 통해 시행하고 있었다. 그러나 동쪽의 민정에 관해서는 감숙성의 관할 하에 있었다.

### 자한기르 호자의 난
그러나 1820년에는 코칸트 칸국의 자한기르가 청나라에 의한 통치에 반발하면서 ‘호자’(Khoja)의 부활을 외치며 반란을 일으킨다. 호자는 수피의 낙쉬반디야 교단에서 유래하여 17세기 경부터 동투르키스탄 지역의 위구르인 지도자를 일컬었던 칭호로 자한기르는 아쿠타 구르크(백산당)의 호자였다.
청나라는 코칸트 칸국과 교섭을 통해 자한기르의 유폐에 성공했지만, 훗날 탈출하여 카스에 들어가 활동을 한다. 자한기르는 지지자들과 함께 카슈가르, 야르칸드, 옝기사르, 호탄을 점령한다. 청나라는 일리장군부의 장령 (창린) 섬감총독인 양우춘, 산동순무 우릉가 (무륭아), 광숙제독인 제신에게 진압 명령을 내렸다. 1827년, 악수에서 벌어진 전투에서 자한기르 군대는 패배했다. 자한기르 호자는 1828년에 사로잡혀 북경으로 송환되었고, 도광제에 의해 처형당했다.
1852년, 자한기르의 아들 왈리 칸이 카슈가르에 침입하여 1857년에는 이곳을 점령한다. 또한, 왈리 칸은 독일의 탐험가 아돌프 슐라긴트바이트를 청나라 첩자로 몰아 처형한 것으로도 알려져 있다.
이렇게 백산당의 반란이 발발하자, 청은 동투르키스탄 지역에 병력 5만을 주둔시켰고, 아홉 개의 성채를 쌓았다. 당시 일리 주둔군의 재정은 중앙 정부의 지원에 의존하고 있었다. 그러나 1840년에 발발한 아편전쟁, 1850년부터 1864년까지 중국 전역에 확산된 태평천국의 난, 1856년에 일어난 제2차 아편전쟁 등의 전란으로 중앙 정부의 지원을 기대하기 힘들었다. 결국 일리장군부는 현지에서 세금을 올렸고, 이것은 주민들의 불만을 고조시켰다.

### 운남 회민의 난
1821년부터 운남에서 한족과 회민(한족 무슬림) 사이에 잦은 갈등이 있었다. 1855년에는 초웅부의 관헌지부가 회민들부터 징병하자 이에 반발한 한족이 회민을 습격했고, 그 보복으로 회민병력들이 곤명 교외에서 한족을 학살했다. 게다가, 이 사건에 대한 재보복으로 회민이 곤명 주둔군에게 학살을 당하는 사건이 일어난다. 이 사건으로 각지의 무슬림이 봉기했다. 1856년에는 임안부 회족이 한족 자경단에게 몰살을 당했다. 이 운남 회민의 난이 서북 무슬림 대반란의 선구로 여겨져고 있다.

### 두문수의 난
1856년에는 두문수가 대리 등 50여개 도시를 함락시키고 청나라로부터 독립을 목표로 ‘술탄 슐레이만’라고 자칭했다. 1860년에는 학경, 검천, 안녕을 안녕을 점령하고, 이듬해에는 보산, 영승, 경동청을 함락시키고, 운남의 3분의 2를 점령했다. 운남성의 마여룡은 탈환 전쟁을 시작했지만, 쉽사리 진압되지 않았다. 청군이 대리를 탈환하는 것은 1872년으로, 이 동란으로 수십만 명의 회민이 학살당했다고 전한다.

### 서북 무슬림 대반란
1862년 섬서성과 감숙성에서 서북 무슬림 대반란(둥간 혁명)이 발생했다. 한족 관리에 의한 회족의 탄압을 ‘세회’(洗回)라고 부르며, 평화하게 지내던 회족민들을 학살한 것이 원인이 되어 반란은 걷잡을 수 없이 빠르게 확대되었다. 한족과 회민의 대립은 운남과 대리에서의 충돌 이후 격화되고 있었으며, 량주(현재의 감숙성)의 대정보촌(大靖堡村)의 한족이 ‘세회’(洗回), ‘도회’(屠回)라고 칭하고 성내 회민의 학살을 비롯해 이 ‘세회’는 주변 지역에 전파되어 갔다. 위구르인, 키르기스인, 카자흐인과 같은 투르크계 민족도 봉기에 참가했지만 먼저 말을 꺼낸 것은 회족이었다.

#### 타르치성 공격
1863년 3월 17일, 수정진(水定鎭) 근교 삼도하(三道河)의 회민 200명이 일리 지방 아홉 개의 성채 중 하나인 타르치성(塔勒奇城)을 공격했다. 그들은 무기를 빼앗고 수비병을 살해했지만, 다른 성채의 군대에 의해 격파되고 죽임을 당했다. 그러나 이듬해에 다시 반란이 일어났다. 이 반란은 3로에서 동시에 발생하였고, 일리장군부가 감당할 수 있는 능력을 넘어선 것이었다.

#### 쿠차 함락
1864년 6월 3일부터 4일경, 야밤에 쿠차 회민이 봉기하였고 투르크계 주민도 가담했다. 청나라 성채는 며칠 만에 함락당했고, 1천명의 한족 병사와 150명의 몽골 병사가 사망했다. 동투르키스탄의 다른 도시와는 달리 도시의 외부가 아니라 내부에 성채가 있었기 때문이다. 회민과 위구르인의 주도권 다툼의 결과 봉기에 참여하지 않았지만, 무슬림 공동체에서 수피로서 권위를 가지고 있었던 라싯딘 호자를 지도자로 선출했다. 그는 3년에 걸쳐 동서로 세력을 확대하고, 타림분지 전체의 지배권을 확립하려고 했지만, 그 시도는 야쿱 벡에 의해 막히게 된다.

#### 우루무치 함락
쿠차 반란 3주 후에 동쪽에서도 봉기가 일어났다. 1864년 (동치 3년) 6월 26일 우루무치 회족 병사가 반란을 일으켰다. 지도자는 감숙성 출신으로 수피 일파인 자프리야의 지도자(아혼)인 타명(妥明)과 회민들에게 호의적이었던 참장인 색환장(索煥章)이었다. 도시의 대부분은 파괴되고 청나라 요새는 포위되었다. 반란군은 서쪽으로 가서 산지에 들어가 9월 16일에 마나스를 함락시키고, 9월 29일에는 우스를 함락시켰다. 이어 10월 3일에는 우루무치의 성채도 함락되었다. 청나라 수비군 장수는 화약고를 폭발시켜 자결했다. 타명은 청진왕(清眞王)을 자칭했다.
이 봉기의 주력군은 위구르인인 타란찌였다. 타란찌는 원래 준가르칸국이 타림분지 주변의 오아시스 주민을 일리에 이주시켜 농경을 하도록 이주시킨 백성이었다. 타란찌 집단은 이후 러시아가 일리를 점령한 후, 1881년에 청나라에 이 지역을 반환할 때 보복이 두려워 러시아령으로 이주했다.

#### 야르칸드
만주인들이 자신들을 죽이려 하고 있음을 감지한 야르칸드의 회족 병력들은 1864년 6월 26일 봉기했다. 도시의 외부에 있던 청나라 성채에 대한 첫 공격은 실패했지만 2천 명의 청나라 병사들이 사망했다. 아침에 반란군이 시내에 들어가 7천 명의 한족들을 살해했다. 회족 병력들의 수는 많지 않았지만, 많은 투르크계 주민들이 참여했다. 이들은 형식상 지도자로 카불의 명문가 출신인 그라임 후세인을 선택했다.

#### 굴자 봉기
초가을에는 천산북로의 일리 분지에서도 마나스와 우스의 함락 소식을 듣고 탄압을 받을까봐 두려워한 회민들이 봉기했다. 일리 장군 상청은 지역 주민으로부터 부패한 압제자로서 미움을 받다가 우스가 함락된 이후 해임당하고 명서로 교체되었다. 명서는 회민과 협상하려 했지만, 헛수고로 끝났다. 11월 10일에 상업의 중심지인 굴자와 군사 · 정치 중심지였던 혜민성 양쪽에서 봉기한 위구르인들도 참가했다. 이어 무슬림 카자흐인과 키르기스인들도 가담했다. 반면, 불교를 믿었던 카자흐인과 시버족은 청나라의 편에 섰다. 굴자는 회민과 위구르인의 손에 떨어졌지만, 혜원성의 청군은 12일에 걸친 시가전 끝에 봉기군을 격퇴했다. 한족들은 청군의 승리를 보고, 청군에 협력하게 되었다. 그러나 청군의 반격은 실패로 돌아갔고, 대포를 빼앗기고 명서는 간신히 포획를 면했다. 악수와 우스의 함락으로 혜원성의 청군은 고립되었고, 명서가 북경과 연락하려면 러시아를 경유할 수밖에 없었다. 혜원성의 청군은 12월 12일의 공격을 막아내는데는 성공했지만, 반란은 중가리아의 북부에 퍼졌다. 카자흐인들은 한때 이 땅을 지배하고 있던 카자흐인의 복수를 했다.

#### 초차크

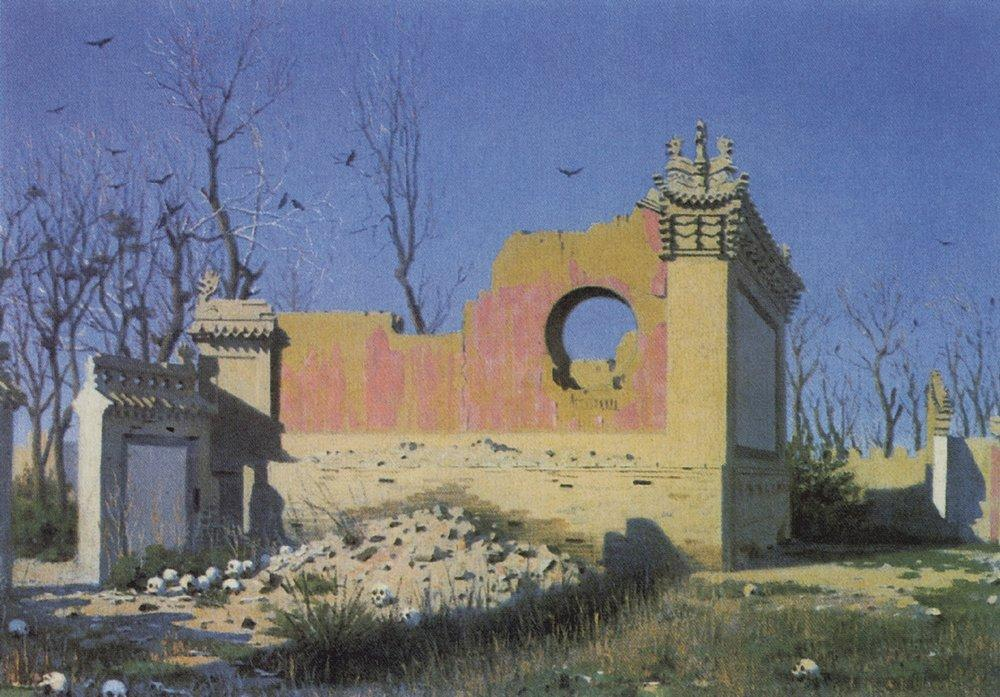
파괴된 초차크의 극장

1865년 정월, 타청 지구 회민 지도자들은 상호 평화를 다짐하기 위해 초차크의 모스크로 청나라 관리들과 카자흐의 귀족들을 초대했다. 그러나 그들이 모스크에 도착하자 회민들은 무기고를 점거하고 그들을 살해했다. 이틀간 전투를 치른 뒤, 무슬림이 초차크의 지배권을 확립하고, 청군의 성채는 포위되었다. 그러나 카자흐인 지원으로 청군은 가을까지 타청 지구를 탈환하고 회민들은 반대로 사원에 갇혔다. 전투의 결과 초차크는 완전히 파괴되고 주민들은 난민이 되었다.

#### 청나라와 러시아
청나라는 반란을 진압하기 위해 러시아 제국에 도움을 요청했다. 그러나 러시아의 태도는 모호했다. 주청공사 우란가리는 요청을 완전히 거부하는 것은 러청 관계에 악영향을 초래한다고 보고했다. 한편 중앙아시아에 주둔하는 장군들은 만약 봉기가 성공하여, 무슬림 국가가 성립되는 경우 청나라를 지원하는 것은 새로운 이웃과의 관계에 좋지 않다고 생각했다. 러시아는 결국 청군의 시베리아 통과와 혜원성 수비대에게 곡물 판매를 인정했지만, 그 이상의 지원은 하지 않겠다고 결정했다. 러시아에게 최우선은 청나라와 국경을 유지하고, 반란이 러시아 국내에 파급되는 것을 막는 것이었다.
1865년 2월, 세미레치예 주 주둔군 게라심 콜라파코프스키는 공격이 최선의 방어라고 생각했다. 그는 국경을 넘어 동투르키스탄을 식민지로 삼아야 한다고 주장했다. 외무대신인 알렉산드르 고루차코프는 그런 위반행위를 하면 청나라가 반란을 진압했을 때 부정적인 영향을 미친다며 기각했다.
그 사이 청군의 사정은 더욱 악화되었다. 1865년 4월, 혜녕성이 봉기군의 손에 떨어지고, 만주족, 시버족, 에벤크족으로 구성된 8000명의 수비대는 학살당했다. 혜원성의 대부분은 1866년 1월 8일까지 봉기군의 손에 떨어졌다. 군량이 소진된 명서는 항복을 청했다. 명서는 은과 차를 공출하여 목숨과 청조에 대한 충성 유지를 보장받고자 했다. 그러나 봉기 세력은 무슬림에 대한 충성을 요구했기 때문에, 명서는 협상을 중단하지 않을 수 없었다. 3월 3일, 성채에 봉기군이 침입하자 명서는 저택을 폭파하고 가족과 부하와 함께 자결했다. 이렇게 일리 지방은 청나라의 손에서 떠났다.

## 야쿱 벡의 등장

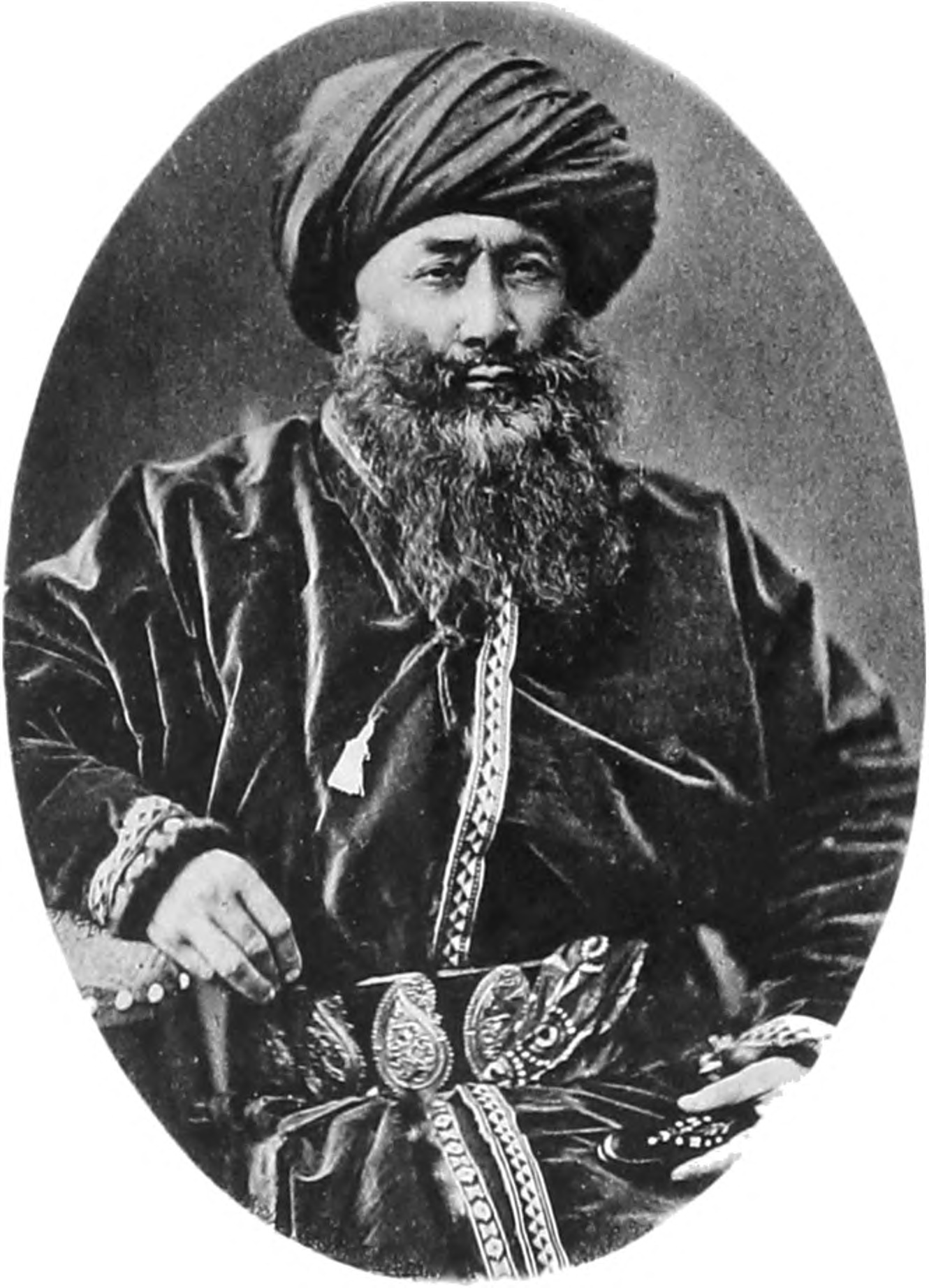
야쿱 벡

### 시디크 벡
1864년 여름, 카슈가르에서도 무슬림 봉기가 일어나 키르기스인 시디크 벡이 회민인 금상표와 연계하여 칭왕을 했다. 그러나 반란은 다른 지역에서만큼 성공하지 못했다. 시디크 벡은 옝기사르를 공략하지 못했고, 카슈가르 성내도 청의 협력자인 쿠르크 벡에게 억눌려 있었다.
1865년이 되면서 지역의 제압할 수 없는 상황에 대해 키르기스인과 회민은 코칸트 칸국의 지배자인 알림 쿨리에게 물심양면으로 도움을 요청했다. 정신적인 원조는 부즈르크 호자에 의해 가져왔다. 그는 카슈가르 사람들의 종교적인 권위자인 백산당(아퍼키야)의 호자이며, 자한기르 호자의 아들이자, 왈리 칸의 동생이었다. 물질적 지원으로 야쿱 벡이 코칸트 칸국의 병사와 함께 파견되었다.
시디크 벡과 예하의 키르기스인은 이미 카슈가르의 무슬림 지역을 확보하고 있었지만, 부즈르크 호자와 야쿱 벡이 도착하자 쿠데타로 인해 그 지배는 무너졌다. 1865년 3월에 시디크 벡은 7천의 군사로 카슈가르를 습격했지만, 야쿱 벡은 불과 백 명의 기병으로 야습을 통해 격퇴했다. 시디크 벡의 세력을 거느리고 세력을 키워, 4월 11일 옝기사르를 함락시켰고, 또한 시디크 벡의 잔당을 동투르키스탄에서 추방했다.

### 야쿱 벡 정권
이렇게 야쿱 벡 정권이 성립되었다. 1865년 4월 하순 야르칸드를 공격했지만 실패하고, 복귀를 하는 중에 쿠차의 라싯딘 호자 군과 조우해 대패를 당했다. 야쿱 벡은 군대를 추스르고, 청군이 보호하는 카슈가르의 한족성을 공격했다. 9월 1일, 카슈가르 대신인 규영(奎英, 쿠이인)이 자살했고, 방어를 맡았던 하보운이 항복했고, 항복한 사람은 이슬람교로 강제로 개종시켰다. 1865년 5월, 타슈켄트로 침공한 러시아군과의 전투로 알림 쿨리가 목숨을 잃고, 9월까지 약 7천의 병사가 국경을 넘어 카슈가르로 퇴각해 와서 야쿱 벡에게 합류했다. 이를 통해 세력이 커진 야쿱 벡은 카슈가르와 호탄을 점령했다. 이때 부즈르크 호자는 야쿱 벡을 제거하려는 시도를 했지만, 오히려 야쿱 벡에 의해 추방당했다. 야쿱 벡은 라싯딘 호자의 세력마저 물리치고, 악수를 점령하고 쿠차 이외의 천산남로를 지배하에 두었다.
1867년, 야쿱 벡은 ‘바다우레트 한’이라고 자칭하고 명실상부한 통치자가 되었다. 5월에는 쿠차와 쿠얼러를 정복하고 천산남로를 통일하고 샤리아에 근거한 통치를 시작했다. 부하라 칸국은 ‘아탈리크 가지’(신앙의 수호자)라는 칭호를 부여했다.

### 러시아와 영국과의 관계

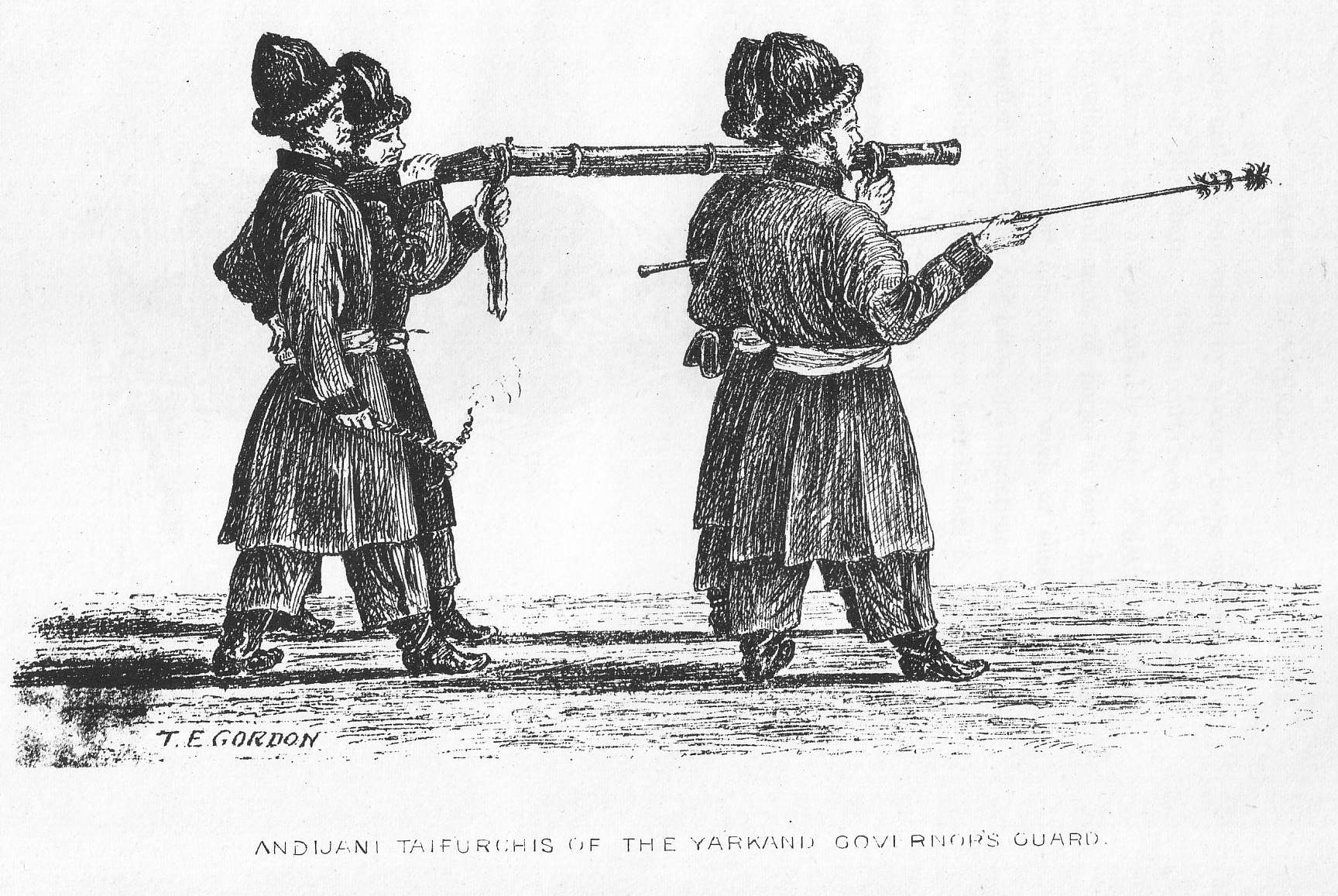
야쿱 벡 군의 사격훈련

19세기 중반, 중앙아시아 진출을 놓고 대영제국과 러시아제국은 ‘그레이트 게임’을 전개하고 있었다. 영국은 1849년에 인도 국방을 위해, 펀자브 지방에 진출한 러시아 제국은 1853년 시르다리야에 진출했다.
1868년, 영국이 특사를 파견해 야쿱 벡 정권을 승인했고, 이후 야쿱 벡은 영국으로부터 무기를 공급받는다. 영국은 동투르키스탄을 러시아와 인도의 완충지대로 삼으려 했던 것이다. 1870년, 영국보다 늦기는 했지만, 러시아도 야쿱 벡 정권을 승인했다.
1870년에는 신식무기를 갖춘 야쿱 벡 군은 투루판을 공략하여 동투르키스탄 북부와 하서주랑의 연락을 끊고 백언호가 이끄는 섬서, 감숙성 둥간 혁명 세력의 잔당을 흡수하여 세력을 불려갔다. 1871년 말까지 타명이 이끄는 군대를 물리치고 우루무치, 마나스, 피찬을 점령했다. 그 때문에 같은 해 러시아는 일리 지방으로 진주를 단행했다.
야쿱 벡 정권과 러시아는 양호한 관계를 유지하고 있었고, 1872년에는 통상조약을 체결하고 무역을 시작했다. 1874년에는 영국도 통상조약을 맺고 대사를 교환했다. 오스만 제국의 술탄인 압뒬라지즈는 그를 아미르에 봉하고, 군사교관을 파견했다.

## 청나라의 신강 원정

### 준비 과정

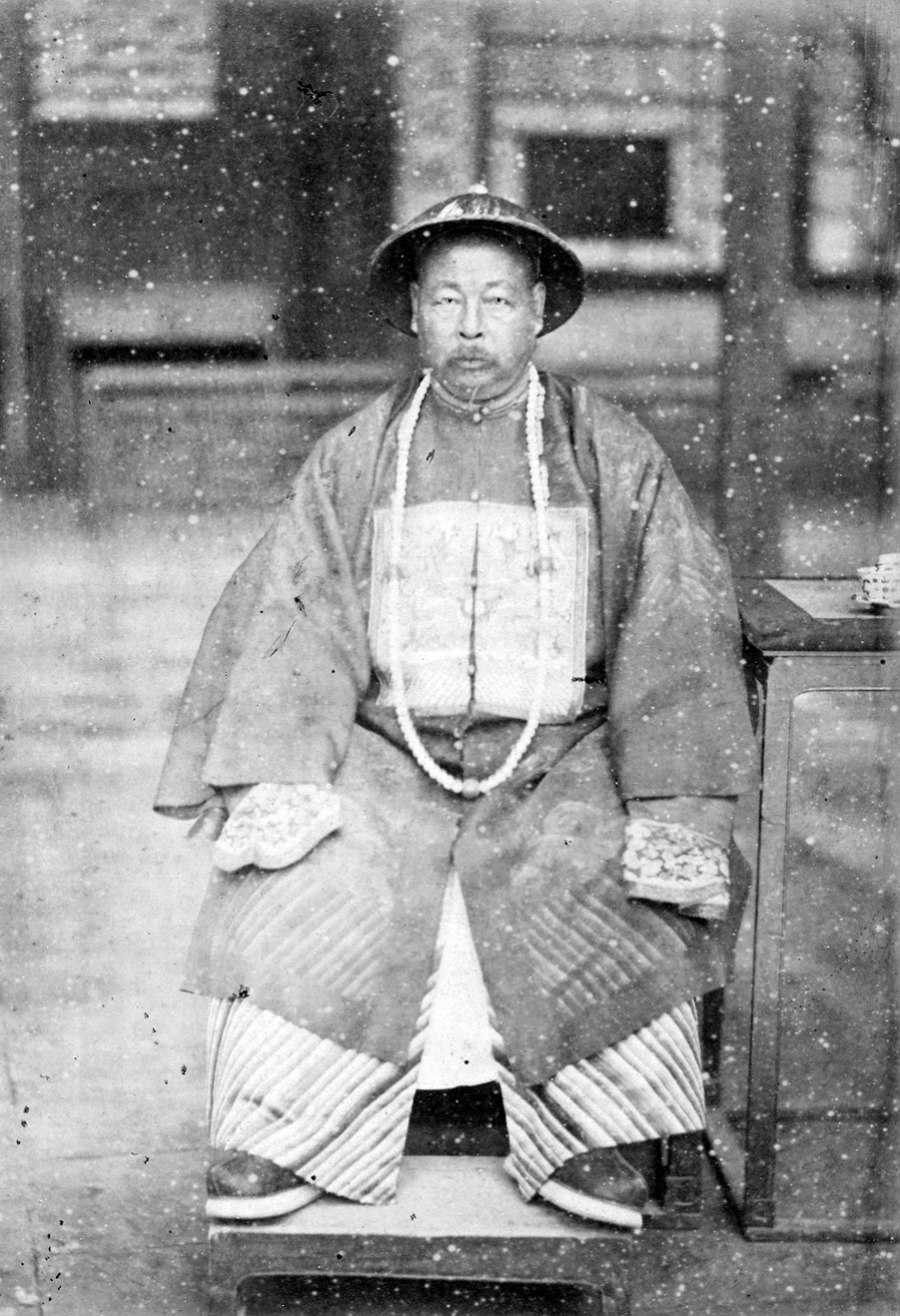
좌종당

1872년 7월, 청나라 내부에서는 야쿱 벡의 처리에 대해 여전히 논쟁이 벌어지고 있었다. 주전파의 대표적인 인물이었던 섬감총독 좌종당은 “이 사건은 국가대사일뿐만 아니라 외국과의 관계가 얽혀있어 적당히가 아니라 철저하게 해결할 필요가 있다”고 주장했다. 조정은 그의 의견을 수용했고, 그는 군사를 이끌고 란저우에 진주하면서 신강(동투르키스탄) 토벌을 준비하기 시작했다.
좌종당은 전략적 준비작업을 열심히 했고, ‘완진급전’(緩進急戦) 전략을 섰다. ‘완진’(緩進)은 1년 반의 시간에 걸쳐 둔전을 통해 군량을 축적하는 동시에 군을 편성하는 조치였다. 서정(西征) 참여를 망설이는 자에겐 급여를 지급하면서, 본적으로 송환된 지원병만 남은 결과 사기가 높은 정예군을 완성했다. 급전(急戦)은 당시 빈약한 국고의 상태를 고려하여 전투가 시작되면, 속전속결로 1년 반 이내에 전승을 거둔다는 전략이었다.
좌종당은 군비를 은전 8백만 량 정도로 추정했지만, 여유를 갖기 위해 조정에 1천만 량을 요구했다. 당시 재정대신이었던 심보정은 지방에서 이 비용을 거둬들이려 했지만, 그랬다가는 시간이 오래 소요될 테고 전액을 징수할 수 있을지도 불명확했다. 그러나, 군기대신이었던 문상(文祥)은 동치제와 섭정인 서태후에게 진정을 하여 황제의 지지를 받아 국고에서 5백만 량을 보태고, 제외 각국에서 5백만 량의 차관을 승인을 받아, 1천만 량의 군자금을 조달할 수 있었다.
대영제국과 러시아제국에서 신식 무기 공급을 받고 있던 야쿱 벡 군에 대항하기 위해 좌종당은 난주에 무기제조창인 ‘난주제조국’(蘭州製造局)을 설립했다. 그는 광주와 절강에서 무기제조 전문가와 장인을 초청하여 외국 기술을 도입하고, 신식무기를 제작하는데 성공했다. 동시에, 좌종당은 란주에 ‘감숙방직총국’(甘粛紡織総局)을 설립했다. 이것은 중국 최초의 기계 방직 공장이었다.
1874년, 신강 출병에 대해 조정에서 또 논쟁이 발생했다. 이른바‘해방파’(海防派)와 ‘새방파’(塞防派)의 해방 - 새방 논쟁이었다. 이홍장으로 대표되는 해방파는 신강을 포기하고 자금을 해방으로 돌릴 것을 주장했다. 그는 건륭제의 신강 평정 이후 백 수십년 동안 통치를 유지하기 위해 매년 수백만 냥의 백은이 지출되고 있었다고 지적했다. 그는 국고를 비워 서정을 하는 것보다 영국인의 조건과 같이 야쿱 벡의 독립을 인정하고, 조공만 시키는 것이 좋다고 주장했다. 반면, 새방파인 좌종당은 신강을 잃으면 그 땅은 필연적으로 대영제국이나 러시아의 영향 하에 들어 갈 것이 뻔하다고 주장했다. 그러면, 중국은 서북부 방어의 요체를 잃어 오히려 더 많은 병력을 서북 방어로 지출하게 될 것이며, 결국, 신장을 잃으면 나라의 위신이 무너지고, 민심을 잃을 것이며, 외국은 기어오를 것이기 때문에 오히려 해방에 지장을 초래하게 될 것이라고 주장했다. 그는 이러한 내용의 상주문을 1875년에 제출했다. 군기대신이었던 문상도 좌종당과 비슷한 견해를 가지고 있어서 좌종당을 지지했다. 그 결과 광서제와 섭정이었던 서태후는 좌종당에 동의했다. 좌종당은 흠차대신에 임명되었고, 김순을 부장으로 신강 토벌이 결정되었다.

### 북부 전투
1876년 4월, 출병에 즈음하여 선봉부대를 이끄는 장요는 쿠물(현재의 하미)에서 식량을 모으게 하고 있었다. 좌종당이 지휘하는 군에는 유금당이 이끄는 상군 25영, 장요가 이끄는 14영, 서점표가 이끄는 촉군 5영이 있었다. 동투르키스탄의 각 거점의 배치된 청군을 합치면 보병, 기병, 포병이 모두 150영에 총 8만명에 이르는 병력이었다. 좌종당은 숙주(현재 주천)에 머물고, 두 경로로 나눠 유금당과 김순 두 사람에게 진격하라고 명했다. 유금당은 북로로 가고, 김순은 남로로 가서 쿠물에서 합류하게 하였다. 유금당군은 먼저 쿠물로 진입하여 우루무치에서 가까운 지미사르를 점령했다.
야쿱 벡은 청군의 진격 소식을 듣고 마인득, 마명, 백언호 등을 우루무치 등 동투르키스탄의 요지에 배치했다. 주력인 2만 명은 카라호자와 토크순에 있었으며 야쿱 벡은 토크순에서 독전에 임했다.
8월 상순, 유금당군과 김순군은 우루무치의 북쪽 요지의 미천을 포위했다. 17일 대포로 성벽을 파괴한 후, 성내에 들어가 며칠 동안 격전을 벌인 후 제압했다. 그리고 그대로 승세를 몰라 우루무치를 점거했다. 야쿱 벡 군의 백언호는 토크순으로 피신했다. 김순은 그대로 서진했지만, 산지 샤히리, 쿠투비, 마나스 북성 수비병은 싸우지 않고 후퇴했다. 김순은 마나스 남성을 공격했지만, 함락시키지 못했기 때문에, 유금당과 일리 장군 영전의 원군이 도착했다. 그 결과 11월 6일에 함락에 성공했고, 동로와 천산북로는 다시 청나라의 지배하에 들어갔다.

### 남부 전투

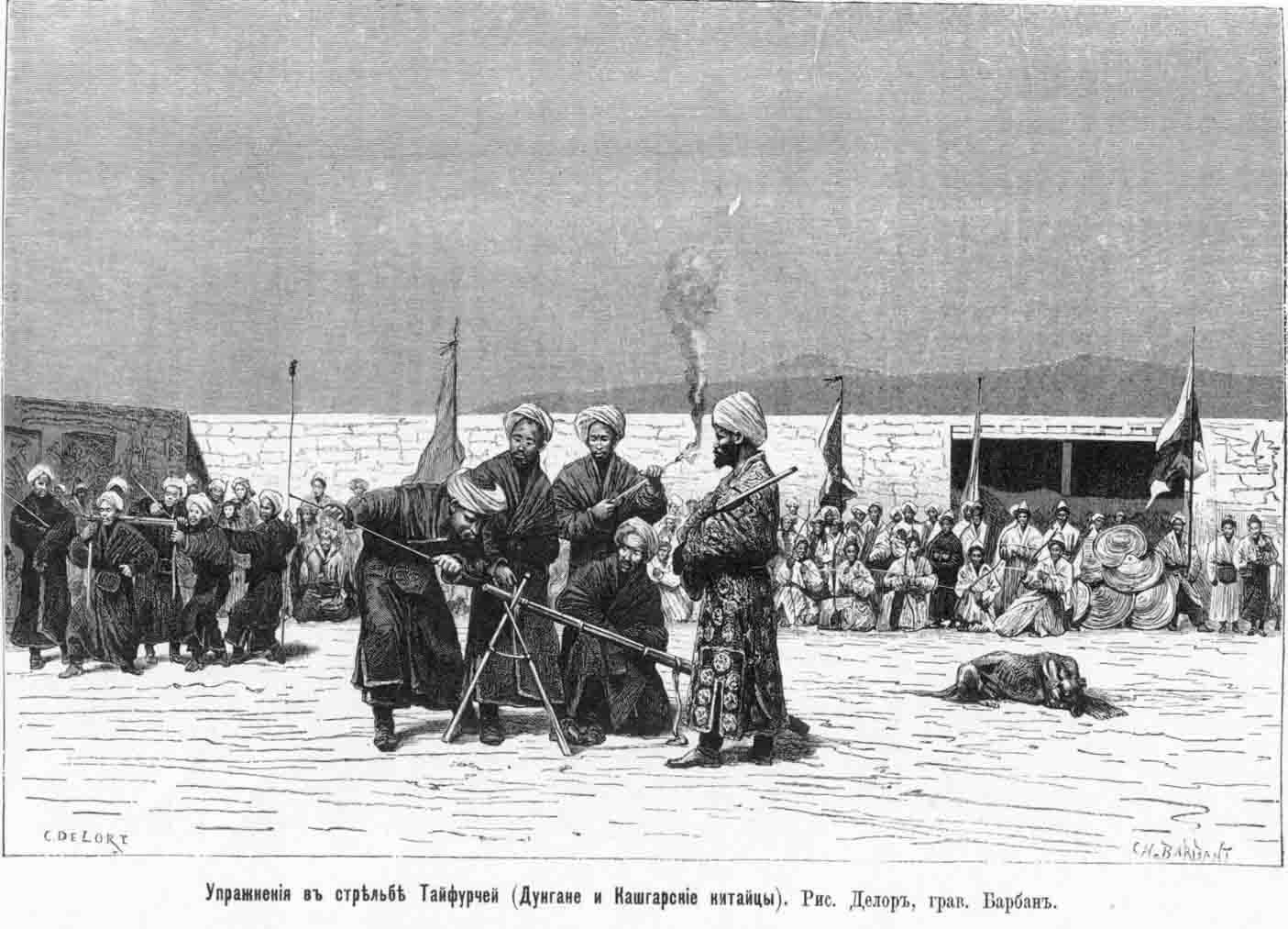
야쿱벡군의 사격훈련

1877년 4월 14일, 청군은 몇 개월 휴식을 가진 후 천산남로를 향해 진군을 시작했다. 유금당군은 우루무치로 남하하여, 16일에는 대반성에 도착하여 포위를 했다. 18일, 성밖에 포대를 설치하고 다음날부터 공격을 시작했다. 야쿱 벡 군은 돌파를 시도했지만 실패하자 투항했다.
동시에 장요군과 서점표군도 투루판에 도달했다. 4월 26일, 유금당군은 토크순을 점령했다. 야쿱 벡은 카라샤르로 도피했고, 아들에게 쿠얼러를 지키게 했다. 이후 장요군과 서점표군은 나장우의 상군과 협력하여 투루판을 함락시켰다. 이때 천산남로는 야쿱 벡의 통치에 불만이 커지고 있었으며, 야쿱 벡은 대세는 끝났다며 자살했다. (독살되었다는 설도 있다.) 야쿱 벡의 사후에도 백언호와 야쿱 벡의 맏아들 백 쿨리 벡은 저항을 계속했다.
이때, 이홍장 등의 압력으로 군비가 많이 들기 때문에 병사를 쉬게 하라는 칙령이 내려졌는데, 좌종당은 전쟁을 계속해야 한다고 주장했다. 서태후는 좌종당의 주장을 받아들여 전쟁은 계속될 수 있었다. 이 무렵 러시아 - 투르크 전쟁이 발발했고, 김순은 이때를 틈타 일리 지방을 탈취해야 한다고 제안했지만, 좌종당이 그의 주장을 채택하지 않았다.
9월, 청군은 서진을 시작했고 카라샤르와 쿠얼러의 수비병은 싸우지 않고 쿠차로 물러났다. 10월 18일, 유금당군은 쿠차를 공략했고, 백언호는 서쪽으로 피신했다. 24일에는 악수를, 26일에는 우슈 투루판을 점령하고 동쪽에 있는 4개의 성을 수중에 넣었다. 서쪽의 야르칸드, 옝기사르, 호탄, 카슈가르의 수비군도 겁에 질려 내부에서 붕괴를 시작했다.
야쿱 벡 군에 항복했던 카슈가르 이전 수비군 하보운은 기회를 만주족과 한족 수백명을 이끌고 한족 주거 지역을 점거했다. 유금당이 이 소식을 듣고 전진을 시작하여, 12월 하순경에는 서쪽의 4개 성을 함락시켰다. 백 쿨리 벡과 백언호는 러시아로 도망쳤다. 이때 백언호를 따르던 회민의 자손이 현재의 둥간족이다. 전투가 끝나자 산중에 있던 키르기스인도 청군에 복속했다. 이렇게 일리를 제외한 동투르키스탄 지역을 다시 청이 탈환하게 되었다.

## 일리 조약
일리 지방은 1871년부터 러시아의 지배하에 있었고, 그 귀속이 문제가 되고 있었다. 1880년, 좌종당은 신장성의 설치와 일리 반환 협상을 제의했다. 그의 제안은 채택되었고, 숭후가 전권대사로 러시아에 파견되었다. 러시아는 일리 지방의 이양 조건으로 배상금 지급과 통상을 요구했고, 숭후는 이 요구조건을 수락했다. 좌종당은 이런 조건을 반대했고, 서태후는 숭후의 죄를 물어 파직시켰다. 대신 증기택을 러시아에 파견하였고, 좌종당은 일리 방면으로 병력을 이동시켜 러시아를 압박했다. 당시 러시아는 투르크와의 전쟁을 치른 직후였으며, 전쟁을 피하고 싶은 것이 본심이었기 때문에 타협을 했다. 이렇게 일리 조약이 맺어졌고, 청은 일리 지방의 일부를 회복했고, 배상금도 줄였다.

## 같이 보기
- 둥간 혁명
- 위구르족
- 동튀르키스탄
- 신장 위구르 자치구